# Edward Kawa
Edward Kawa (ur. 17 kwietnia 1978 w Mościskach) – ukraiński duchowny rzymskokatolicki pochodzenia polskiego, franciszkanin konwentualny, biskup pomocniczy lwowski w latach 2017–2025, sekretarz generalny Konferencji Episkopatu Ukrainy od 2023, biskup diecezjalny kamieniecki (nominat).

## Życiorys
Urodził się 17 kwietnia 1978 w Mościskach na Ukrainie w polskiej rodzinie Stanisława i Kazimiery z domu Dorosz. Jego brat Stanisław także został franciszkaninem (posługujący w klasztorze św. Antoniego we Lwowie i jako prawnik w kurii lwowskiej). W latach 1995–1996 odbył postulat u franciszkanów w Chęcinach, a w latach 1996–1997 nowicjat w Kalwarii Pacławskiej, po czym złożył pierwsze śluby zakonne. Śluby wieczyste złożył 15 grudnia 2001 we Lwowie. W latach 1997–1999 studiował filozofię w Wyższym Seminarium Duchownym Franciszkanów w Krakowie, a w latach 1999–2003 teologię w Wyższym Seminarium Duchownym „Maryja – Królowa Apostołów” w Petersburgu. Święcenia diakonatu otrzymał 22 czerwca 2002 w Krakowie, natomiast 1 czerwca 2003 w Petersburgu został wyświęcony na prezbitera przez arcybiskupa Tadeusza Kondrusiewicza.
Od 2003 przebywał w klasztorach franciszkanów na Ukrainie i pracował w obsługiwanych przez nich parafiach: w Boryspolu (2003–2005: wikariusz, 2009–2010 i 2012–2016: przełożony wspólnoty braci i duszpasterz), w Krzemieńczuku, (2005–2009: przełożony wspólnoty i proboszcz), w Maćkowcach (2010–2012: proboszcz) i we Lwowie (2016–2017: przełożony wspólnoty i duszpasterz). W zgromadzeniu w latach 2008–2017 pełnił funkcję delegata prowincjalnego na Ukrainie. W 2012 został wiceprzewodniczącym Konferencji Wyższych Przełożonych Zakonnych w tym kraju.
13 maja 2017 papież Franciszek mianował go biskupem pomocniczym archidiecezji lwowskiej ze stolicą tytularną Cilibia. Święcenia biskupie przyjął 21 czerwca 2017 w bazylice archikatedralnej Wniebowzięcia Najświętszej Maryi Panny we Lwowie. Udzielił mu ich Mieczysław Mokrzycki, arcybiskup metropolita lwowski, w asyście arcybiskupa Claudia Gugerottiego, nuncjusza apostolskiego na Ukrainie, oraz Stanisława Szyrokoradiuka, biskupa diecezjalnego charkowsko-zaporoskiego. Jako zawołanie biskupie przyjął słowa „Agnus vincet” (Baranek zwycięży).
1 lipca 2025 papież Leon XIV mianował go biskupem diecezjalnym diecezji kamienieckiej.
W Konferencji Episkopatu Ukrainy został przewodniczącym Komisji Zakonów i Zgromadzeń Żeńskich, a w 2023 sekretarzem generalnym Konferencji. Objął również stanowisko koordynatora Sekretariatu Technicznego Akcji „Papież dla Ukrainy”.

## Odznaczenia
W 2023 prezydent RP Andrzej Duda nadał mu Krzyż Kawalerski Orderu Zasługi Rzeczypospolitej Polskiej.